# HEAVY METAL THUNDER
『HEAVY METAL THUNDER』（ヘヴィ・メタル・サンダー）は、SEX MACHINEGUNSの5枚目のスタジオ・アルバム。

## 概要
前作『IGNITION』以来、約2年半ぶりとなるオリジナル・アルバム。
再結成後、第4期SEX MACHINEGUNSでリリースした初のアルバムである。
表題曲の「HEAVY METAL THUNDER」は、スクウェア・エニックスのPS2用ゲーム「ヘビーメタルサンダー」のオープニング、ラストバトルテーマに使用された。
本作リリースにあたり、音楽情報サイトのBARKSにて全曲試聴が実施された。

## 収録曲
（全作詞・作曲（特記以外）：Anchang / 全編曲：SEX MACHINEGUNS）
1. HEAVY METAL THUNDER
作詞：Anchang・SPEED STAR SYPAN JOE・SAMURAI.W.KENJILAW
2. 伝説のキャッチボール
作詞：Anchang・SAMURAI.W.KENJILAW
3. 焼き肉パーティー
4. ブラジルカーニバル
5. サスペンス劇場
6. パンダちゃん
作詞：Anchang・SAMURAI.W.KENJILAW
7. 踏み台昇降運動
作詞・作曲：Anchang・CIRCUIT.V.PANTHER
8. フランケンシュタイン
作曲：Anchang・SAMURAI.W.KENJILAW
9. 出前道一直線
作曲：Anchang・CIRCUIT.V.PANTHER
10. ダンシング課長
作詞：Anchang・SPEED STAR SYPAN JOE・SAMURAI.W.KENJILAW / 作曲：Anchang・SPEED STAR SYPAN JOE
11. 4